# Antoine-Laurent de Jussieu
Antoine Laurent de Jussieu (Lió, 12 d'abril de 1748 – París, 17 de setembre de 1836), va ser un botànic francès, notable per haver estat el primer a proposar una classificació natural de les plantes amb flors; actualment encara perdura una bona part d'aquest sistema.

## Biografia

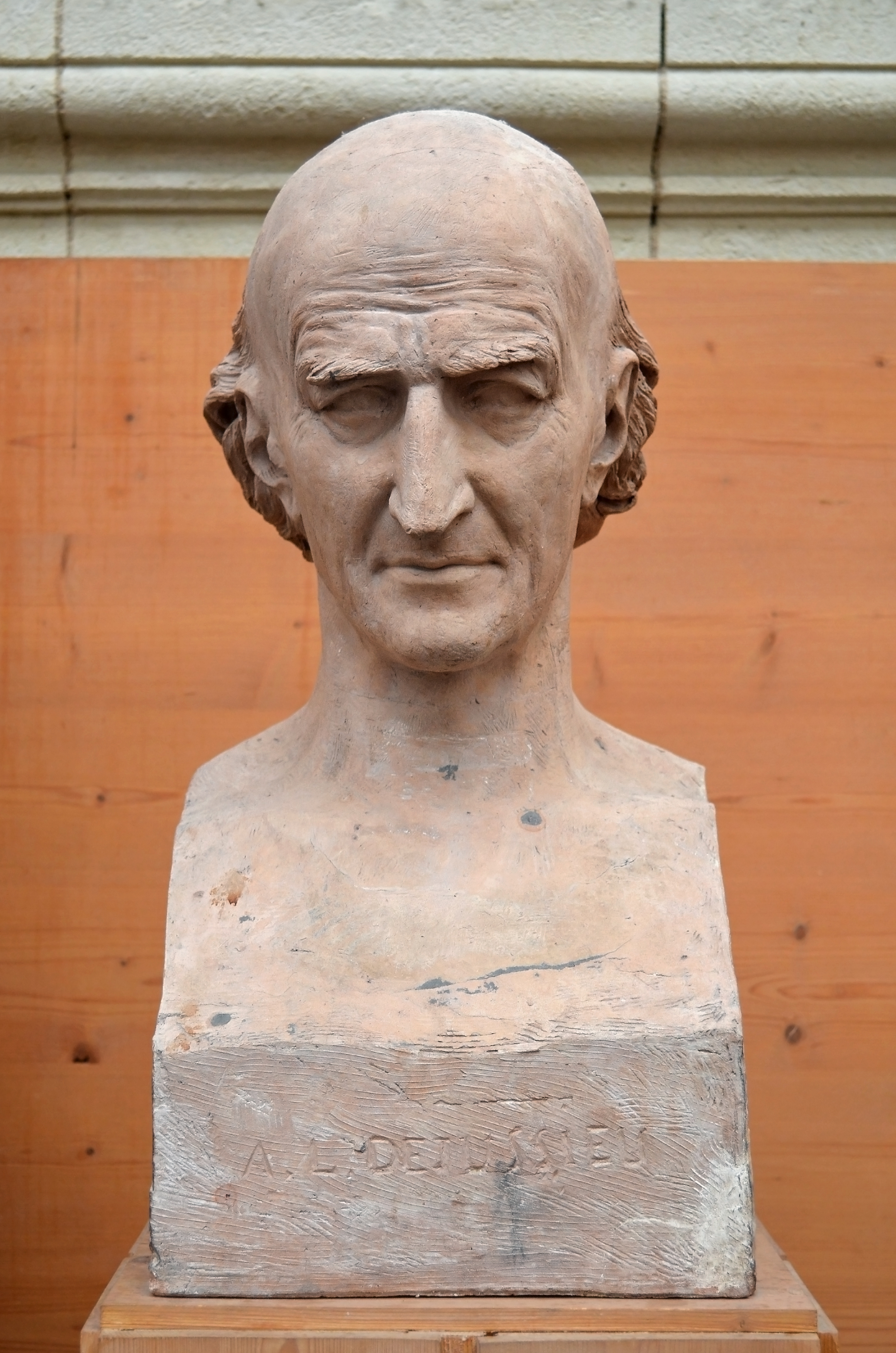
Antoine-Laurent de Jussieu, David d'Angers (1837).

Jussieu va néixer a Lyon, nebot del botànic Bernard de Jussieu. Estudià medicina a París i es va graduar el 1770. Exercí com a professor de botànica al Jardí de les Plantes de 1770 a 1826. El seu fill Adrien-Henri també va ser botànic.
En el seu estudi sobre les plantes amb flors, Genera Plantarum (1789), Jussieu adoptà la metodologia de Michel Adanson basada en l'ús de múltiples caràcters per a definir els grups. Això va ser una millora notable sobre el sistema original de Linné, qui classificava segons el nombre d'estams i pistils. Jussieu mantingué la nomenclatura binomial de Linné. Moltes de les famílies de plantes s'atribueixen a Jussieu (actualment 76 famílies de Jussieu consten en l'ICBN per només 11 de Linné).
El 1788, va ser elegit membre forà de la Reial Acadèmia Sueca de les Ciències.
Va ser membre de la lògia maçònica Les Neuf Sœurs.

## Obra
- Jussieu, Antoine Laurent de. Genera Plantarum, secundum ordines naturales disposita juxta methodum in Horto Regio Parisiensi exaratam, 1789. OCLC 315729 [Consulta: 19 febrer 2007].
- Jussieu, Antoine Laurent de. Antonii Laurentii de Jussieu Genera plantarum :secundum ordines naturales disposita, juxta methodum in Horto regio parisiensi exaratam, anno M.DCC.LXXIV [Consulta: 19 agost 2009].
- Jussieu, Antoine Laurent de. Opuscules de botanique [Consulta: 19 agost 2009].